# Brisingida
Brisingida là một bộ sao biển sống ở biển sâu trong lớp Asteroidea. Bộ này có 2 họ, 18 chi, tổng cộng có 100 loài.

## Các họ
Brisingida có các họ và chi sau:
- Họ Brisingidae, G.O. Sars, 1875[3]
  - Chi Astrolirus, Fisher, 1917
  - Chi Astrostephane, Fisher, 1917
  - Chi Brisinga Asbjørnsen, 1856 (đồng nghĩa: Craterobrisinga, Fisher, 1916)
  - Chi Brisingaster Loriol, 1883
  - Chi Brisingella Fisher, 1917
  - Chi Brisingenes Fisher, 1917
  - Chi Hymenodiscus Perrier, 1884
  - Chi Labidiaster, Lütken, 1872 (đồng nghĩa: Gymnobrisinga, Studer, 1884)
  - Chi Midgardia Downey, 1972
  - Chi Novodinia Dartnall, Pawson, Pope & B.J. Smith, 1969 (đồng nghĩa: Odinia, Perrier, 1885)
  - Chi Odinella Fisher, 1940
  - Chi Stegnobrisinga Fisher, 1916
- Họ Freyellidae, Downey, 1986[4][5]
  - Chi Astrocles Fisher, 1917
  - Chi Belgicella Ludwig, 1903
  - Chi Colpaster Sladen, 1889
  - Chi Freyastera Downey, 1986
  - Chi Freyella Perrier, 1885 (đồng nghĩa: Freyellidea, Fisher, 1917)
  - Chi Freyellaster Fisher 1918

## Hình ảnh

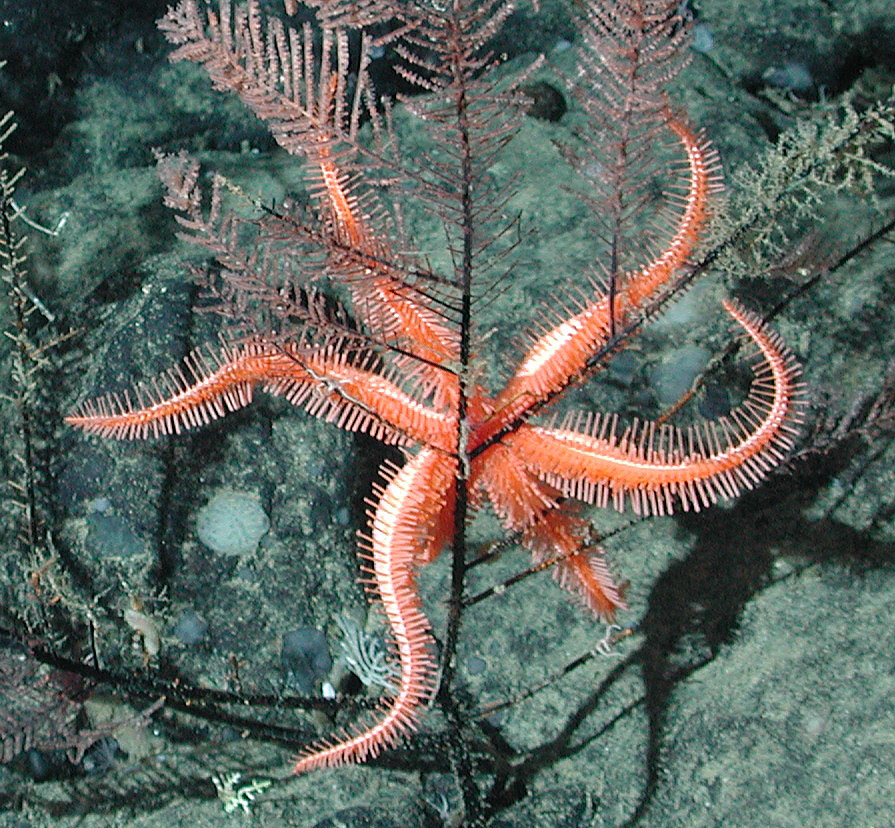